# Laverne & Shirley
Laverne & Shirley es una popular comedia de televisión estadounidense que fue emitida por la cadena ABC desde 1976 hasta 1983. Un spin-off de Happy Days, la serie fue protagonizada por Penny Marshall y Cindy Williams como Laverne DeFazio y Shirley Feeney, dos amigas y compañeras de cuarto que trabajan como taponadoras de botellas en la ficticia Cervecería Shotz a finales de la década de 1950 en Milwaukee, Wisconsin. A partir de la sexta temporada, el escenario de la serie cambió a mediados de la década de 1960 en Burbank, California. Michael McKean y David Lander interpretaron a sus amigos y vecinos Lenny Kosnowski y Andrew "Squiggy" Squiggman, respectivamente; junto con Eddie Mekka como Carmine Ragusa, Phil Foster como el padre de Laverne, Frank DeFazio, y Betty Garrett como la casera de las niñas, Edna Babish.
Con comedia física habitual, Laverne & Shirley se convirtió en el programa de televisión estadounidense más visto en su tercera y cuarta temporada; en total, recibió seis nominaciones al Globo de Oro y una nominación al Emmy. Laverne & Shirley fue la serie con protagonistas femeninas con más tiempo en el aire, hasta que fue sobrepasada por Charmed en enero de 2006.

## Presentación
Al principio, Laverne y Shirley son vistas cantando por la calle, tomadas del brazo, recitando una canción popular Yiddish-Americana: "¡Uno, dos, tres, cuatro, cinco, seis, siete, ocho! ¡Schlemiel! ¡Schlimazel! ¡Hasenpfeffer Incorporado!"  La canción del programa se titula "Making Our Dreams Come True" ("Haciendo realidad nuestros sueños") y su intérprete es Cyndi Grecco.
La frase cantada en la secuencia de presentación es una simple canción sin sentido, aparentemente inventada por Penny Marshall cuando era niña, y añadida al programa por su propia iniciativa.
La secuencia de presentación es muy popular y ha sido parodiada en muchos otros lugares, incluyendo la película Wayne's World, donde Garth y Wayne cantan la canción de la serie mientras visitan Milwaukee. La secuencia también ha sido parodiada en otros idiomas, en español Friends, bajo el nombre Laverne y Shirley y en japonés en Saturday Night Live, con el nombre Rabun to Shuri.

## Personajes
Además de los personajes principales, Michael McKean y David Lander hicieron los personajes de los vecinos de Laverne y Shirley, Leonard "Lenny" Kosnowski y Andrew "Squiggy" Squigman.  Betty Garrett hizo el papel de Edna Babish, la cocinera de las chicas. En una ocasión, se enamoró del padre de Laverne, Frank De Fazio (personificado por Phil Foster), y se casó con él. Edna, más tarde, dejó a Frank al conocer a un texano llamado "Gran Ed". En muchos episodios, el novio cantante y bailarín de Shirley, Carmine Ragusa (personificado por Eddie Mekka) aportó el lado romántico de la serie. Además, fue el campeón de boxeo de Milwaukee.

### Lista de personajes
- Laverne De Fazio (Penny Marshall): Laverne creció en Brooklyn, con sus padres, inmigrantes italianos, y su abuela; Laverne y su padre luego se mudaron a Milwaukee, después del fallecimiento de la madre. Laverne, luego, conoció a Shirley, quien se convirtió en su mejor amiga y en su compañera de cuarto. Es conocida por ser la más cínica de las dos. Se considera a sí misma una persona realista, y ve su vida tal como es. "Así es, esta es nuestra vida" es el lema de Laverne. Una de las actividades favoritas de Laverne es tratar de conquistar marineros en el puerto junto con su vecina, la anciana Sra. Colchek. Laverne es también una fanática del programa de TV Sea Hunt y disfruta de las películas de monstruos en 3-D, como La Novia de Bwana Devil. La leche y la Pepsi son las bebidas favoritas de Laverne (Penny Marshall bebía Pepsi en la vida real, por lo que lo añadió a su personaje). Junto con sus polleras, una forma de reconocer el estilo de Laverne es la letra "L" grabada en sus polleras y en sus suéteres (otra idea de Marshall).

- Shirley Feeney (Cindy Williams): Shirley Wilhelmina Feeney es la más positiva de las dos. Con mejillas sonrosadas para demostrar su personalidad, Shirley nunca deja al vuelo las cosas. Además, tiende a ser hogareña, mientras que Laverne sale más y es más atlética que su amiga. Una de las posesiones más preciadas de Shirley es "Boo Boo Kitty", un gato con mucho pelo que suele sentarse al lado de su cama. Su canción favorita es "High Hopes", de Frank Sinatra, la cual aparece en muchos episodios, generalmente utilizada por una de las chicas para subirle el ánimo a la otra. Shirley, más tarde, se convierte en una gran fanática del ídolo de las adolescentes, Fabián. Tiene una madre sobreprotectora llamada Lily (Pat Carroll (actriz)) quien se muda a California, y un hermano marinero y alcohólico llamado Bobby (Ed Begley Jr.). En el episodio 32 "Amigo, me Prestas un Padre?" (el cual se estrenó el 15 de febrero de 1977, el padre de Shirley, Jack Feeney, es personificado por Scott Brady. Shirley adora a sus sobrinas, sobrinos y primos, quienes nunca son vistos, y a su "Álbum de Fotos de la Familia Feeney". En los primeros episodios de la serie, Cindy Williams usaba un acento duro para su personaje, pero luego lo fue suavizando. (El acento especial había sido previamente utilizado por Williams en una publicidad de anteojos de sol.)

- Lenny Kosnowski (Michael McKean): Es un hombre polaco adorable, pero que molesta a Laverne y Shirley, junto con su mejor amigo y compañero de cuarto Squiggy. Lenny trabaja como camionero en la cervecería Shotz, y fue criado por su padre, luego de que su madre los abandonase. Cuando Lenny trató de tener las palabras "Lobo Solitario" bordadas en la espalda de su chaqueta roja, un error lo dejó con las palabras "Un Lobo"; Laverne fue lo suficientemente amable como para arreglarle la costura con una de sus letras "L", las cuales usa en toda su ropa. Lenny dice que, aunque no esté completamente seguro, su apellido Kosnowski significa "¡Ayuda, hay un cerdo en mi cocina!" en polaco.

- Andrew "Squiggy" Squigman (David Lander): Es el más odioso del grupo. Squiggy trabaja y vive con su amigo de la infancia, Lenny. Creció con sus padres, una pareja algo negligente, y a menudo es visto planeando hacerse rico y exitoso de alguna forma malvada. Por alguna razón, colecciona polillas, y conserva una iguana embalsamada llamada Jeffrey. Squiggy, al igual que Lenny, ama la bebida sabor chocolate Bosco Chocolate Syrup, y, cada vez que entra a algún lugar, grita "¡HOLA!".

- Frank De Fazio (Phil Foster): El padre de Laverne, nacido en Italia, tiene un local llamado Pizza Bowl, en el cual se sirve pizza, cerveza, y, por supuesto, se juega a los bolos, en la ciudad de Burbank, California. Una broma frecuente con el personaje se basa en su acento italiano, el cual suena musitado, casi entre dientes. A pesar de que puede ser duro y perder su temperamento, en verdad tiene un corazón de oro. Ama mucho a Laverne, habiendo sido su único padre por muchos años; suele llamar a su hija "Pastelillo".

- Carmine "El gran Ragu" Ragusa (Eddie Mekka): Es el novio de la secundaria de Shirley, y su romance es algo inestable. La ocasional compañía femenina de Carmine es una rica divorciada llamada Lucille Lockwash, lo cual hace sentir celosa a Shirley. "El gran Ragu" es un boxeador de medio tiempo, dueño de una pista de baile, y que trabaja constantemente para convertirse en un gran cantante y bailarín. En el episodio final de la serie, audiciona para el musical Hair, ganando el papel para la famosa obra de Broadway.

- Edna Babish (Betty Garrett): Edna, la cocinera, que finalmente se casó con el padre de Laverne, ocasionalmente va a bailar y a cantar al concurso de talentos de la cervecería del barrio. Edna tuvo ocho divorcios, y también se divorció de Frank, sobre el final de la serie. En un episodio, se presenta a la hija adolescente de Edna, Amy. Había sido expulsada de la escuela por su mal comportamiento, por lo que aprende muy despacio. Laverne y Shirley la ayudan siempre a salir adelante y a enfrentar la vida.

- Gran Rosie Greenbaum (Carole Ita White: Es una chica snob y la enemiga de Laverne y Shirley desde la escuela. Se casó con un médico rico, lo cual suele restregar sobre la cara de las protagonistas, aunque ellas suelen reírse del hecho que él es un proctólogo. Es la rival de Laverne, y la molesta llamándola "bimbo"; es decir, chica linda pero tonta. La gran Rosie y su compañera de clase Terri Buttefuco volvieron a Milwaukee en el episodio Class of '56, de la séptima temporada.

- Rhonda Lee (Leslie Easterbrook): Es una actriz, cantante, bailarina y modelo rubia, la cual trata de ser famosa. Es la vecina de Laverne y Shirley y uno de los personajes principales, desde que el programa se muda a Burbank.

- Sonny St. Jacques (Ed Marinaro): Es el casero de Laverne & Shirley en Burbank.

- Jeff (Jeffrey Kramer)

## Historia del programa

### En Milwaukee
Durante las primeras cinco temporadas, desde 1976 a 1980, el programa se llevaba a cabo en Milwaukee, y se desarrolla en el año 1959 (en uno de los primeros episodios se dice que las chicas habían terminado la escuela en 1956) hasta los principios de los 60s. Las destapadoras de cerveza de la cervecería Shotz (una analogía ficticia de la compañía Schlitz) y mejores amigas Laverne y Shirley viven en un departamento pequeño en la calle Knapp, donde pueden ser vistas claramente por los peatones a través de la ventana del frente. Las dos vecinas se comunican con sus vecinos del piso superior, Lenny y Squiggy, gritando por la escalera que conecta sus departamentos, en lugar de usar el teléfono. Otro de los personajes que vive en la ciudad es el padre de Laverne, Frank, propietario del local Pizza Bowl, y la cocinera Edna Babish. Shirley mantiene un complicado romance con el bailarín y cantante Carmine Ragusa ("Yo puedo salir con otros hombres y Carmine puede salir con mujeres "feas", suele decirle a Laverne). Durante este período, los personajes de la serie Happy Days y de Laverne & Shirley solían hacer ocasionales apariciones en cada programa.

### En Burbank
En 1980, el programa cambió su set de grabación de Milwaukee a Burbank, California, justificando el cambio en el programa diciendo que las chicas habían perdido sus trabajos en la cervecería, siendo reemplazadas por una máquina, por lo que querían empezar de nuevo. Sus amigos y sus familias habían estado de acuerdo con la idea, por lo que todos empacaron y se mudaron al oeste.
Laverne y Shirley consiguieron trabajos en la tienda de departamentos Bardwell's, en donde se encargaban de envolver regalos; Frank y Edna se encargaron de manejar un restaurante de estilo texano de barbacoas llamado "Cowboy Bill's", y Carmine se encargaba de hacer telegramas cantados y de trabajar como actor. Desde esa época hasta el final del programa, Laverne & Shirley se ambientó en los mediados de los 60's. Las chicas son vistas besando un póster de los Beatles de 1964 en la nueva secuencia de presentación. Con cada temporada, pasaba un año en el tiempo del programa, empezando en 1964 en la temporada de 1980-81, y terminando en 1967, cuando Carmine se va a Broadway para formar parte del musical Hair. La secuencia de presentación de las temporadas en las que el programa se filmó en California comenzaban con una fiesta de año nuevo, en la que se podía leer el año que estaba transcurriendo.
Cuando el programa se mudó a California, dos nuevos personajes se sumaron al elenco: Ed Marinaro como Sonny St. Jacques, el casero del edificio de departamentos de Burbank, e interesado amorosamente en Laverne, y Leslie Easterbrook como Rhonda Lee, las vecina de las chicas, que aspiraba ser actriz. Marinaro había sido visto en la serie previamente, como el primo italiano de Laverne, Antonio (quien tiene un talento para calmar a los animales salvajes). La mudanza a Burbank, según la opinión de los fanáticos del programa, se produjo para cambiar la modalidad del programa y no aburrir al público. Marinaro dejó el programa luego de una temporada en California, Betty Garrett se fue en 1981, Cindy Williams en 1982, y Michael McKean no apareció más a partir de los episodios finales.

### Laverne sin Shirley
Cerca del final del programa, Cindy Williams comenzó a disgustarse por el hecho de que los productores favorecían a Marshall sobre ella. Williams, finalmente, decidió dejar el programa al producirse su embarazo, y porque, para esa época, la audiencia de Laverne & Shirley había bajado considerablemente. En la temporada final, Shirley se enamora y se casa con el médico de la armada Walter Meany (convirtiendo a Shirley en Feeney-Meany), y descubre, un episodio después, que está embarazada (a pesar de que ya su embarazo era notorio desde hacía un tiempo). Esa fue la última aparición de Williams en el programa. Sin Shirley (quien le deja a Laverne una nota diciéndole que se había ido de la ciudad para vivir con su marido), Laverne trata de seguir adelante sola, y una nueva secuencia de presentación la muestra cuidando niños, cantando la famosa canción "Schlemiel! Schlemazl!". El programa mantuvo el nombre Laverne & Shirley, a pesar de que Cindy Williams no fue mostrada ni su nombre apareció en los créditos. Laverne comenzó a trabajar en pruebas aeroespaciales, por lo que no necesitó otra compañera de cuarto. Muchas estrellas invitadas aparecieron en la temporada final, incluyendo a Carrie Fisher y Louise Lasser, pero la serie no sobrevivió sin una de sus protagonistas, por lo que fue cancelada. El episodio final muestra a Carmine mudándose a Nueva York para trabajar en el musical Hair, y Laverne es vista simplemente en las escenas finales.

### Programa animado
Mientras se emitía el programa, una serie de cortos animada llamada Laverne y Shirley en el Ejército comenzó a emitirse los sábados por la mañana. El primer programa se emitió el 10 de octubre de 1981. El show tenía las voces de Marshall y Williams haciendo los papeles de Laverne & Shirley en el ejército. El programa fue renombrado Laverne y Shirley con el Fonz cuando el Fonz comenzó a trabajar en la ciudad como mecánico jefe. La serie duró hasta el 3 de septiembre de 1983.

## Ratingsymerchandising
Poco después del estreno de Laverne & Shirley en 1976, se convirtió en el programa de televisión americano más visto, superando incluso a Happy Days en audiencia. Al mismo tiempo, Penny Marshall y Cindy Williams eran las actrices de televisión que recibían sueldo más alto. Laverne & Shirley continuó con ratings altos por un tiempo más, pero es muy probable que el nepotismo entre Garry y Penny Marshall haya tenido una influencia negativa sobre las últimas temporadas del programa, sumado a la partida de Cindy Williams. Durante la temporada de 1979-1980, Laverne & Shirley inmediatamente pasó de ser el programa con mayor cantidad de audiencia a ni siquiera figurar entre los treinta programas más vistos. Algunos críticos opinaron que el programa no debería haberse mudado a California, o que los escritores deberían haber sido reemplazados por otros mejores.
El programa fue tan exitoso en un tiempo que logró tener su propia franquicia de productos. Mego Corporation lanzó a la venta dos modelos de muñecas de Laverne & Shirley, y un modelo de muñecos de Lenny & Squiggy. Hot Wheels creó una camioneta de repartos de la cervecería Shotz Brewery, y muchos juguetes de novedad, como disfraces de Halloween, juegos de mesa, rompecabezas, libros para colorear, etcétera.
Los ratings promediados de cada una de las ocho temporadas son:
| Temporada | Ranking |
| --------- | ------- |
| 1976      | #3      |
| 1976-77   | #2      |
| 1977-78   | #1      |
| 1978-79   | #1      |
| 1980-81   | #21     |
| 1981-82   | #20     |
| 1982-83   | #25     |

La quinta temporada (1979-80) no estuvo entre los treinta programas más vistos, en parte por la decisión de ABC de cambiar el horario de la serie de las 20:30 del martes a las 20:00 del jueves. Después del descenso de la audiencia, ABC volvió a emitir el programa los martes, y los ratings subieron un poco, aunque la serie nunca recuperó su éxito inicial.

## Episodios dramáticos
A pesar de ser por lo general una comedia, el elenco probó su habilidad como actores dramáticos en muchos episodios.
- En el episodio #103, "Why Did The Fireman..?", Laverne llora la muerte de su novio. El episodio tiene como estrella invitada a Ted Danson personificando a Randy Carpenter, un bombero de Milwaukee y novio fijo de Laverne, que muere trabajando una noche antes del día en que le iba a proponer matrimonio a su novia. Laverne, completamente en estado de shock, se niega a aceptar su muerte y lo espera toda la noche para que vuelva a su casa. La escena de padre e hija entre Penny Marshall (Laverne) y Phil Foster (Frank De Fazio) en la cual él consuela a su hija es un ejemplo de las actuaciones dramáticas, poco características de la serie. El episodio fue dirigido por Joel Zwick y escrito por Roger Garrett.
- En el episodio "Once Upon a Rumor", de la primera temporada, Laverne se lamenta, "No es justo. Un hombre con reputación es un héroe. Una mujer con reputación es una bimbo".
- En el episodio "The Slow Child", de la tercera temporada, las chicas se hacen amiga de la "lenta" hija de la Sra. Babish, Amy. A la Sra. Babish no le importa que su hija sea tratada como una más de las chicas, especialmente cuando Amy y Lenny comienzan a salir.
- En el episodio "The Bully Show", de la cuarta temporada, una cita a ciegas atrapa a Laverne en su propio departamento y trata de violarla.
- El programa hizo hincapié en otros asuntos serios, como las diferencias de clases sociales en los episodios "The Society Party", "Guilty Until Proven Not Innocent", "The Debutante Ball", y "Testing Testing". Otro tema que se vio en la serie fue el trato que recibían las mujeres en la década del 50 y principios de los 60's. Por lo general, eran sometidas a sus maridos, muchos de los cuales no las permitían trabajar.

## Reacciones en Milwaukee
En los años recientes, la ciudad de Milwaukee y muchos de sus residentes se han pronunciado en contra de la serie Laverne & Shirley. Los residentes dijeron sentir que la imagen que les daba el programa era anticuada e incorrecta Archivado el 17 de octubre de 2007 en Wayback Machine., incluso por el período que representaba. La principal causa de las quejas fue la diversidad racial del programa (los trabajos en las cervecerías eran una de las grandes razones por la cual muchas minorías, especialmente la gente afroamericana, se mudó a Milwaukee después de la Segunda Guerra Mundial, y los blancos no solían trabajar en ellas) y que, además, el acento de los personajes era más parecido al de Brooklyn que al de Milwaukee.